# 2023년 마이애미 그랑프리
2023 마이애미 그랑프리(공식 명칭: 포뮬러 1 크립토닷컴 마이애미 그랑프리 2023)는 미국에 위치한 마이애미 인터내셔널 오토드롬에서 열릴 포뮬러 원 대회로 마이애미 그랑프리의 2번째 대회이다. 이번 그랑프리는 2023년 포뮬러 원 시즌의 5번째 라운드로 5월 5일부터 7일까지 열렸다.

## 경주 후 챔피언십 순위
|       | 순위 | 드라이버        | 포인트 |
| ----- | ---- | --------------- | ------ |
|       | 1    | 막스 페르스타펀 | 119    |
|       | 2    | 세르히오 페레즈 | 105    |
|       | 3    | 페르난도 알론소 | 75     |
|       | 4    | 루이스 해밀턴   | 56     |
|       | 5    | 카를로스 사인츠 | 44     |
| 출처: |      |                 |        |

|       | 순위 | 컨스트럭터              | 포인트 |
| ----- | ---- | ----------------------- | ------ |
|       | 1    | 레드불 레이싱-혼다 RBPT | 224    |
|       | 2    | 애스턴 마틴-메르세데스  | 102    |
|       | 3    | 메르세데스              | 96     |
|       | 4    | 페라리                  | 78     |
|       | 5    | 맥라렌-메르세데스       | 14     |
| 출처: |      |                         |        |

- 참고: 모든 순위표의 성적은 상위 5개의 순위만 포함한다.